# Szulimán
Szulimán è un comune dell'Ungheria di 226 abitanti (dati 2008) situato nella contea di Baranya, regione Transdanubio Meridionale